# Mariä Opferung (Oberreit)

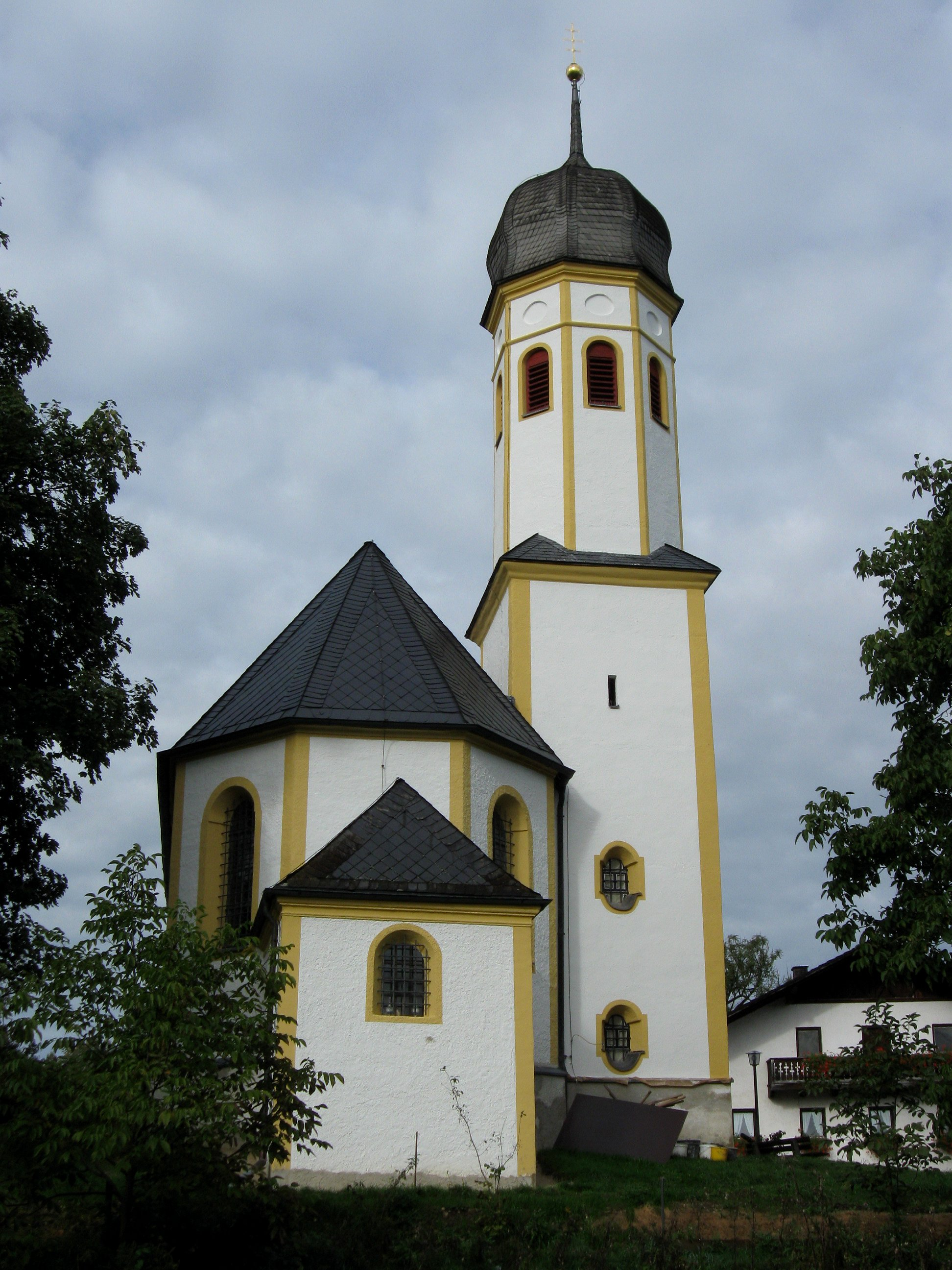
Mariä Opferung in Oberreit

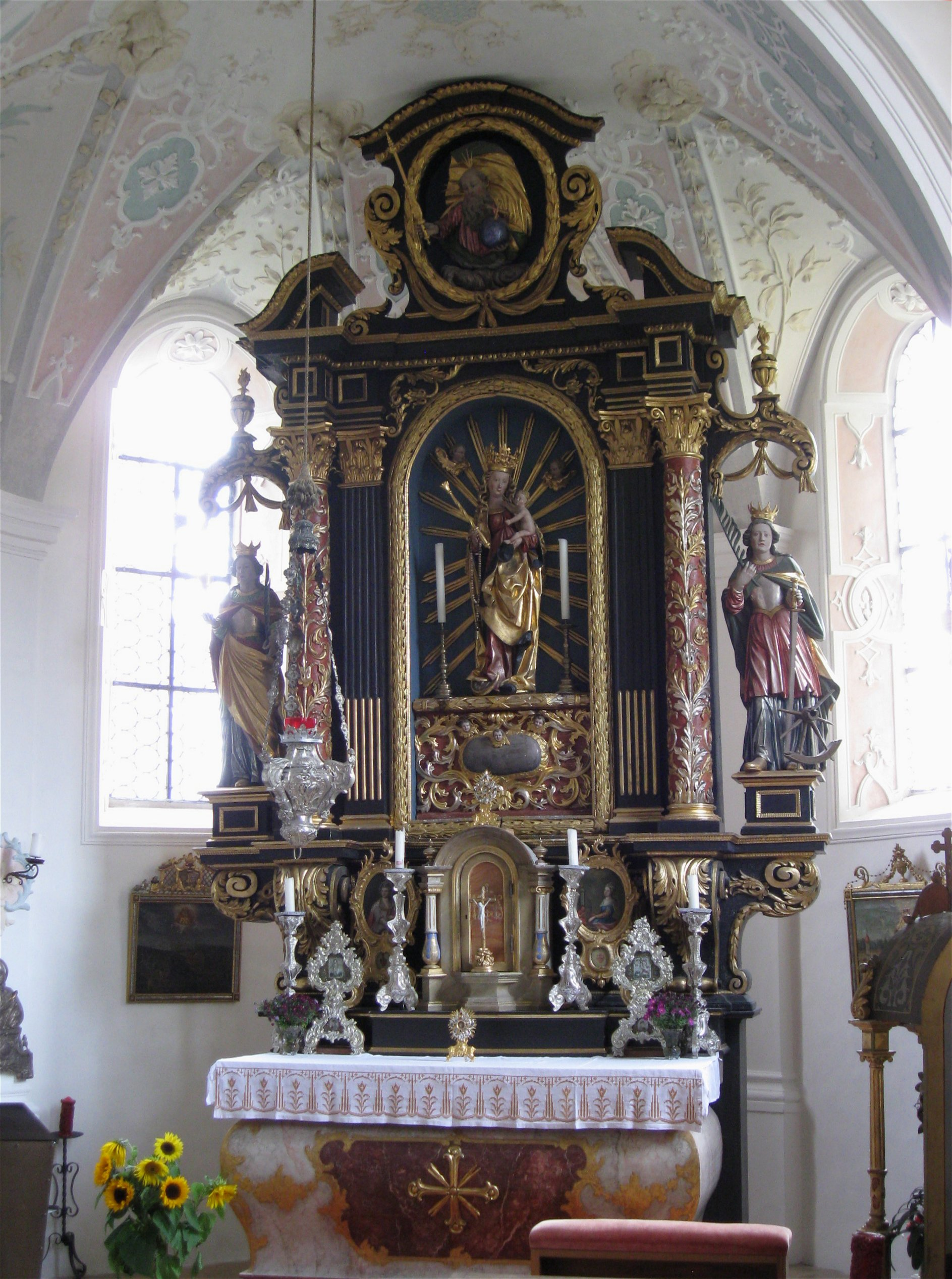
Altar

Die römisch-katholische Filialkirche Mariä Opferung steht in Oberreit, einem Gemeindeteil von Feldkirchen-Westerham im oberbayerischen Landkreis Rosenheim. Sie ist in der Liste der Baudenkmäler in Feldkirchen-Westerham unter der Nr. D-1-87-130-38 eingetragen. Die Kirche gehört zum Dekanat Rosenheim im Erzbistum München und Freising.

## Beschreibung
Die gotische Saalkirche wurde im 15. Jahrhundert durch das Kloster Weyarn errichtet und um 1730 sowie 1779 barock umgestaltet. Sie besteht aus dem im Osten dreiseitig geschlossenen Langhaus zu drei Jochen, der Sakristei an dessen Ostwand und dem Kirchturm auf quadratischem Grundriss an dessen Nordwand. Der im 17. Jahrhundert um die achteckigen Geschosse erhöhte Kirchturm ist mit einer Zwiebelhaube bedeckt. Er enthält den Glockenstuhl für zwei Kirchenglocken und die Turmuhr.
Der Innenraum ist mit einem Stichkappengewölbe überspannt, das sich über Pilastern erhebt. Der um 1730 eingebrachte Stuck wird Johann Baptist Zimmermann zugeschrieben. Der um 1670 gebaute Hochaltar birgt im Schrein des Retabels eine Skulptur der Madonna im Strahlenkranz, seitlich flankiert von den Skulpturen der heiligen Barbara von Nikomedien und Katharina von Alexandrien.